# Cercidiphyllum
Cercidiphyllum is een geslacht van tweezaadlobbige planten. Het is het enige geslacht in de monotypische familie Cercidiphyllaceae. 

## Beschrijving
Het geslacht omvat vier soorten loofbomen, waarvan er twee zijn uitgestorven, namelijk C. crenatum en C. obtritum. De overige twee bomen zijn tweeslachtig. Ze bloeien weinig opvallend, maar lopen roze uit in het voorjaar en tonen mooie herfstkleuren. De gevallen bladeren verspreiden een kruidige geur.
Cercidiphyllum japonicum is de grootste inheemse loofboom van China en Japan en bereikt een maximale hoogte van 40 meter. De boom is een populaire sierboom, maar wordt dan meestal niet hoger dan 18 meter. De boom staat bekend als katsura, katsuraboom of judasboom (deze laatste naam wordt ook toegepast op Cercis siliquastrum).
Cercidiphyllum magnificum is endemisch op het Japanse eiland Honshu. Deze boom blijft aanzienlijk kleiner, maar heeft iets grotere hartvormige bladeren.

## Overzicht
- C. crenatum†
- C. japonicum
- C. magnificum
- C. obtritum†